# Kleinbasel

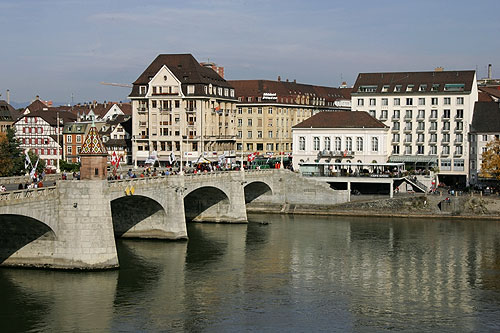
Mittlere Brücke mit Kleinbasel

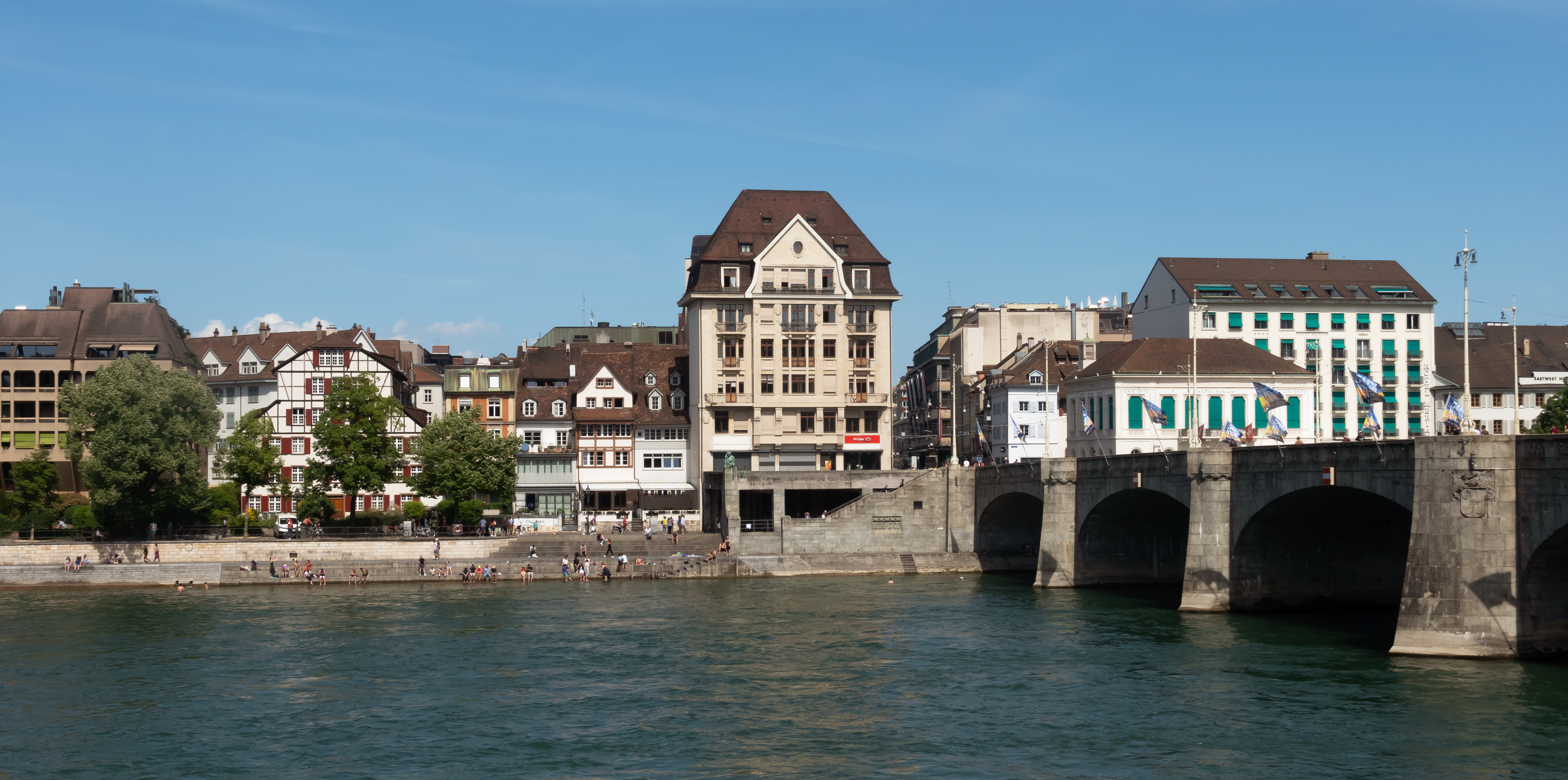
Kleinbasel vom Hotel Les Trois Rois betrachtet

Historisches Luftbild aus 200 m von Walter Mittelholzer von 1925

Das Kleinbasel (früher minderes Basel; baseldeutsch Glaibasel [ˈglɐɪ̯&ˌbɐːsə̆l]) wird der rechtsrheinische Teil der Schweizer Stadt Basel genannt. Das Kleinbasel umfasst die Kleinbasler Altstadt, die Quartiere Clara, Rosental, Matthäus, Klybeck, Wettstein, Hirzbrunnen sowie (das früher eigenständige) Kleinhüningen.
Das Kleinbasel galt als Stadtteil der «einfachen Leute», während die Basler Oberschicht in Grossbasel residierte. Noch heute gilt das Kleinbasel als Arbeiter- und Einwandererviertel (mit Ausnahme des Wettsteinquartiers, das ab den 1920er Jahren als bürgerliches Wohnviertel in der Nähe des Rheins konzipiert wurde) und hat einen weit höheren Ausländeranteil als das linksrheinische Grossbasel. Deshalb wird die Bezeichnung «minderes Basel» teilweise als abwertend empfunden, obwohl das Wort «minder» ursprünglich einfach «kleiner» und keineswegs «minderwertig» bedeutete. Das mindere Basel bedeutet also einfach der kleinere Stadtteil.

## Geschichte
Ursprünglich war Kleinbasel eine eigene Stadt. Sie wurde im 13. Jahrhundert gegründet und entstand auf altbesiedeltem Grund. So fand man Spuren, die bis in die Steinzeit zurückreichten. In römischer Zeit führte zwischen dem 1. und dem 3. Jahrhundert nach Christus auf rechtsrheinischem Gebiet eine wichtige Verkehrsachse von Augusta Raurica in den oberrheinischen Raum. Im 5. Jahrhundert folgten die Germanen, ihr Siedlungsgebiet entspricht wohl dem im Jahr 788 urkundlich erwähnten villa Baselahe ‘Dorf Basel’. Etwas weiter rheinabwärts entstand im 10./11. Jahrhundert eine weitere Siedlung, das Dorf Niederbasel, und der ältere Ort villa Baselahe wurde nun Oberbasel genannt. Zwischen diesen beiden Dörfern stand die Pfarrkirche St. Theodor, die dem Bischof von Basel gehörte, obwohl sie nicht in dessen Diözese lag. Das ganze Gebiet gehörte kirchlich zum Bistum Konstanz.
Für die Gründung der Stadt Kleinbasel lässt sich keine genaue Datierung ermitteln, aber der Bau der Rheinbrücke im Jahr 1225 brachte sicherlich einen Aufschwung für die Gebiete auf der rechten Rheinseite, dem jenseitigen oder minderen Basel. Die Stadt besass bereits eine aus Gräben bestehende Befestigungsanlage, und das rheinabwärts gerichtete Tor, später Bläsitor genannt, wird erstmals 1256 erwähnt. 1265 folgte das Riehentor. Die Gründungen der beiden Frauenklöster St. Clara und Klingental trugen wesentlich zum Aufblühen Kleinbasels bei. Um 1280 umgab eine Stadtmauer das Stadtareal.
Herrschaftlich war Kleinbasel mit eigenen Behörden von Grossbasel abgetrennt, aber wirtschaftlich bestand von Anfang an eine enge Verflechtung der beiden Städte. Als Datum des politischen Zusammenschlusses von Gross- und Kleinbasel gilt allgemein das Jahr 1392, als am 6. April Bischof Friedrich von Strassburg die mindere Stadt für 29'800 Gulden an Grossbasel verkaufte. Im Jahr 1892 wurde das 500-Jahr-Jubiläum mit einem grossen Festakt und historischem Umzug gefeiert.
In Kleinbasel wurde 1984 das Skelett von Theo dem Pfeifenraucher gefunden. Im Jahr 1839 kam am Badergässlein 12 Babette Saxer zur Welt.

## Kultur und Namen
Ein traditionelles Fest der Kleinbasler (ohne Kleinhüningen) ist der jährlich stattfindende Umzug des Vogel Gryff.
Eine weitere veraltete Bezeichnung für die rechtsrheinischen Siedlungen aus Grossbasler Perspektive lautete "ääners Basel". Daraus abgeleitet nannten die Einwohner Gross- und Kleinbasels sich selbst nach ihrem Standpunkt zum Rhein Häänemer und Däänemer, gebildet aus hääne (< hie ääne) ‘diesseits’ resp. dääne (< dert ääne) ‘jenseits’. Aus anderen Regionen ist vereinzelt der Name Ennet-Basel überliefert; die Form ennet hat sich in der übrigen Schweiz in vielen Ortsnamen erhalten (vgl. Ennetbaden, Ennetbürgen).

## Sehenswürdigkeiten
- Theodorskirche (Basel).
- Ehemalige Kartause St. Margarethental. Die Kirche liegt am Theodorskirchplatz in Kleinbasel, gegenüber der Theodorskirche, im Hof des Waisenhausareals.[3]
- Badischer Bahnhof mit Brunnen.
- Café Spitz.
- Ehemalige Klingental-Kaserne mit Klingentalkirche.
- Museum Tinguely.